# Copa Rio (coppa statale)
La Copa Rio è un torneo organizzato dalla Federação de Futebol do Estado do Rio de Janeiro (FERJ). Il vincitore del torneo si qualifica per la Coppa del Brasile insieme al vincitore e alle squadre meglio piazzate nel campionato statale.

## Albo d'oro
| Anno      | Campione                                | Finalista                               |
| --------- | --------------------------------------- | --------------------------------------- |
| 1991      | Flamengo                                | Americano                               |
| 1992      | Vasco da Gama                           | Fluminense                              |
| 1993      | Vasco da Gama                           | Flamengo                                |
| 1994      | Volta Redonda                           | Fluminense                              |
| 1995      | Volta Redonda                           | Barra                                   |
| 1996      | Rubro Social                            | Mesquita                                |
| 1997      | Duquecaxiense                           | Rodoviário                              |
| 1998      | Fluminense                              | São Cristóvão                           |
| 1999      | Volta Redonda                           | Madureira                               |
| 2000      | Portuguesa                              | Casimiro de Abreu                       |
| 2001-2004 | Non disputata                           | Non disputata                           |
| 2005      | Tigres do Brasil                        | Macaé                                   |
| 2006      | Non disputata                           | Non disputata                           |
| 2007      | Volta Redonda                           | Cabofriense                             |
| 2008      | Nova Iguaçu                             | Americano                               |
| 2009      | Tigres do Brasil                        | Madureira                               |
| 2010      | Sendas                                  | Bangu                                   |
| 2011      | Madureira                               | Friburguense                            |
| 2012      | Nova Iguaçu                             | Bangu                                   |
| 2013      | Duque de Caxias                         | Boavista                                |
| 2014      | Resende                                 | Madureira                               |
| 2015      | Resende                                 | Portuguesa                              |
| 2016      | Portuguesa                              | Friburguense                            |
| 2017      | Boavista                                | Americano                               |
| 2018      | Americano                               | Itaboraí                                |
| 2019      | Bonsucesso                              | Portuguesa                              |
| 2020      | Cancellata per la pandemia di COVID-19] | Cancellata per la pandemia di COVID-19] |
| 2021      | Pérolas Negras                          | Maricá                                  |
| 2022      | Volta Redonda                           | Portuguesa                              |
| 2023      | Portuguesa                              | Olaria                                  |
| 2024      | Maricá                                  | Olaria                                  |